# Pamplin City
Pamplin City és una població dels Estats Units a l'estat de Virgínia. Segons el cens del 2000 tenia 199 habitants.

## Demografia
Segons el cens del 2000, Pamplin City tenia 199 habitants, 78 habitatges, i 51 famílies. La densitat de població era de 256,1 habitants per km².
Dels 78 habitatges en un 34,6% hi vivien nens de menys de 18 anys, en un 44,9% hi vivien parelles casades, en un 14,1% dones solteres, i en un 34,6% no eren unitats familiars. En el 33,3% dels habitatges hi vivien persones soles el 21,8% de les quals corresponia a persones de 65 anys o més que vivien soles. El nombre mitjà de persones vivint en cada habitatge era de 2,55 i el nombre mitjà de persones que vivien en cada família era de 3,27.
Per edats la població es repartia de la següent manera: un 31,2% tenia menys de 18 anys, un 7,5% entre 18 i 24, un 29,6% entre 25 i 44, un 12,6% de 45 a 60 i un 19,1% 65 anys o més.
L'edat mediana era de 34 anys. Per cada 100 dones de 18 o més anys hi havia 77,9 homes.
La renda mediana per habitatge era de 28.000 $ i la renda mediana per família de 36.250 $. Els homes tenien una renda mediana de 23.125 $ mentre que les dones 17.500 $. La renda per capita de la població era de 15.246 $. Entorn del 16,7% de les famílies i el 19% de la població estaven per davall del llindar de pobresa.

## Poblacions més properes
El següent diagrama mostra les poblacions més properes.